# Bon Homme Richard
Die USS Bon Homme Richard (CV-31) (später CVA-31) war der 14. Flugzeugträger der Essex-Klasse und stand von 1944 bis 1971 im Dienst der United States Navy. Sie war das zweite Schiff mit dem Namen USS Bonhomme Richard und nahm in der Endphase des Zweiten Weltkriegs im Pazifik an Angriffen gegen Japan, am Koreakrieg und am Vietnamkrieg teil.

## Geschichte
Als das zweite Schiff mit dem Namen Bon Homme Richard wurde der Neubau CV-31 nach Beschluss im Jahre 1942 am 1. Februar 1943 auf dem New York Naval Shipyard (NYNSY) in New York auf Kiel gelegt. Namensgeber des Schiffes war die von John Paul Jones befehligte Fregatte Bonhomme Richard aus dem 18. Jahrhundert. Nach dem Stapellauf am 29. April 1944 wurde der Träger am 26. November 1944 in Dienst gestellt.

### Pazifikkrieg

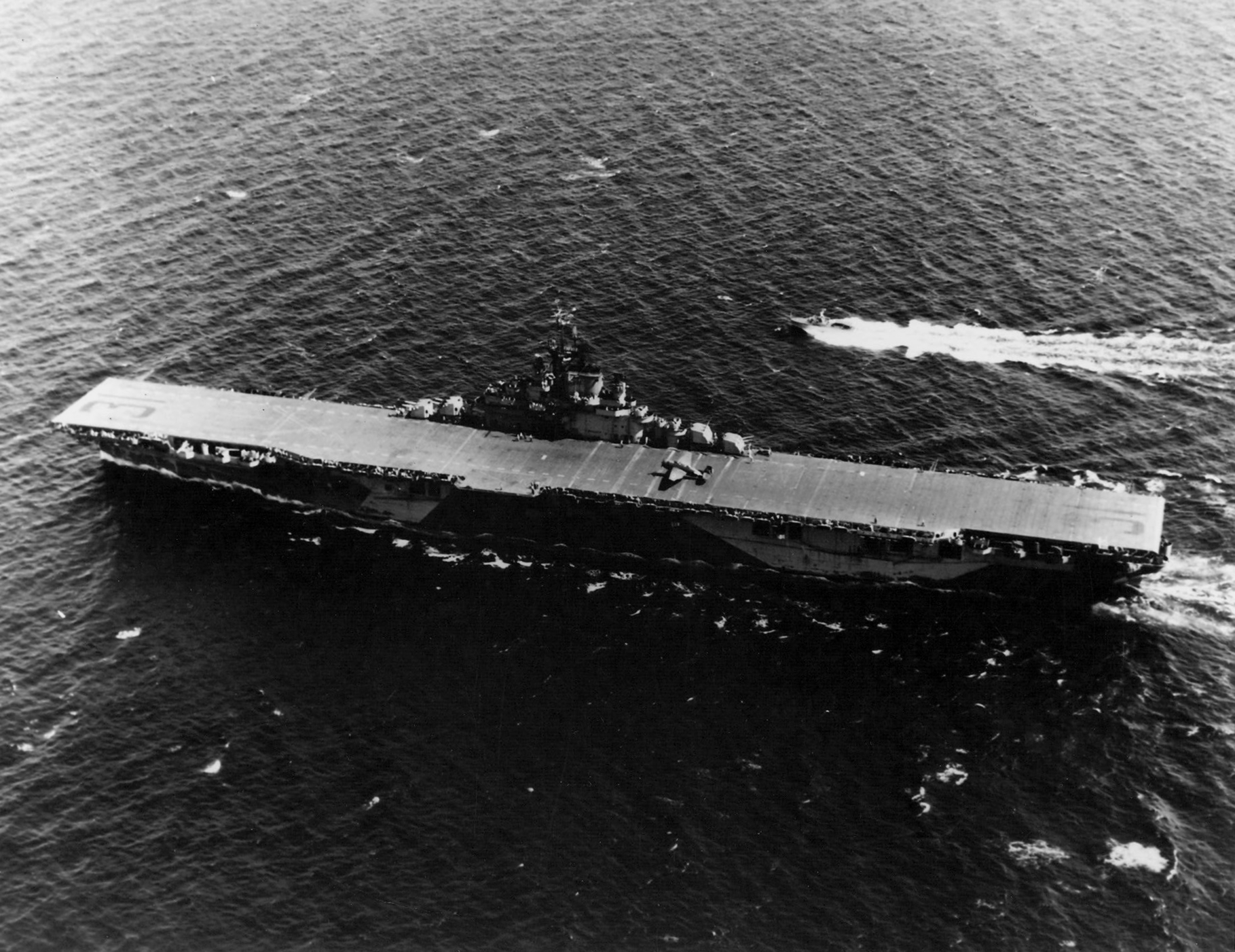
Ende 1944 kurz nach der Indienststellung mit Tarnschema 32/17A-2

Der erste Einsatz des Schiffes führte im folgenden März 1945 in den Pazifik, wo es ab Juni an den letzten Angriffen auf Japan beteiligt war. Nach dem faktischen Ende des Zweiten Weltkrieges im Pazifik Mitte August 1945 patrouillierte die USS Bon Homme Richard einen weiteren Monat von der Küste Japans, bevor sie in die Heimat zurückbeordert wurde. Von November 1945 bis Januar 1946 nahm sie an der Operation Magic Carpet teil. Danach wurde sie nach Bremerton, Washington verlegt, wo sie am 9. Januar 1947 zum ersten Mal außer Dienst gestellt und in die Flottenreserve aufgenommen wurde.

### Koreakrieg
Der Ausbruch des Koreakrieges Mitte 1950 machte es notwendig, die USS Bon Homme Richard wieder in den aktiven Dienst zu nehmen. Dies erfolgte schließlich am 15. Januar 1951. Nach einer Trainingsmission von Februar bis April 1951 führte die erste Entsendung im Rahmen des Krieges in den West-Pazifik, wo von ihr aus zwischen Ende Mai und Mitte Dezember 1951 zahlreiche Einsätze über Korea geflogen wurden. Von Mai bis Dezember 1952 wurde sie erneut an die Küste vor Korea entsandt. Während dieser Zeit, am 1. Oktober 1952, wurde der Träger auch von CV-31 nach CVA-31 (A steht dabei für attack) umklassifiziert, um seinen tatsächlichen Status zu verdeutlichen. Nach diesen beiden Einsätzen kehrte die USS Bon Homme Richard in die USA zurück, um dort umgebaut und für neue Ansprüche modernisiert zu werden. Hierfür wurde sie am 15. Mai 1953 zum zweiten Mal außer Dienst gestellt.
Nach der Vollendung der Umbau- und Modernisierungsarbeiten wurde der Flugzeugträger am 6. September 1955 wieder in Dienst gestellt. Als Bestandteil der 7. US-Flotte nahm die USS Bon Homme Richard im folgenden Jahrzehnt von San Diego, Kalifornien aus an den Fahrten im Pazifischen Ozean der Jahre August 1956 bis Februar 1957, Juli bis Dezember 1957, November 1958 bis Juni 1959, November 1959 bis Mai 1960, April bis Dezember 1961, Juli 1962 bis Februar 1963 sowie Januar bis November 1964 teil. Diese letztgenannte Fahrt sollte eigentlich bereits im September enden, die Rückfahrt verzögerte sich jedoch aufgrund des Tonkin-Zwischenfalls, der den Vietnamkrieg auslöste.

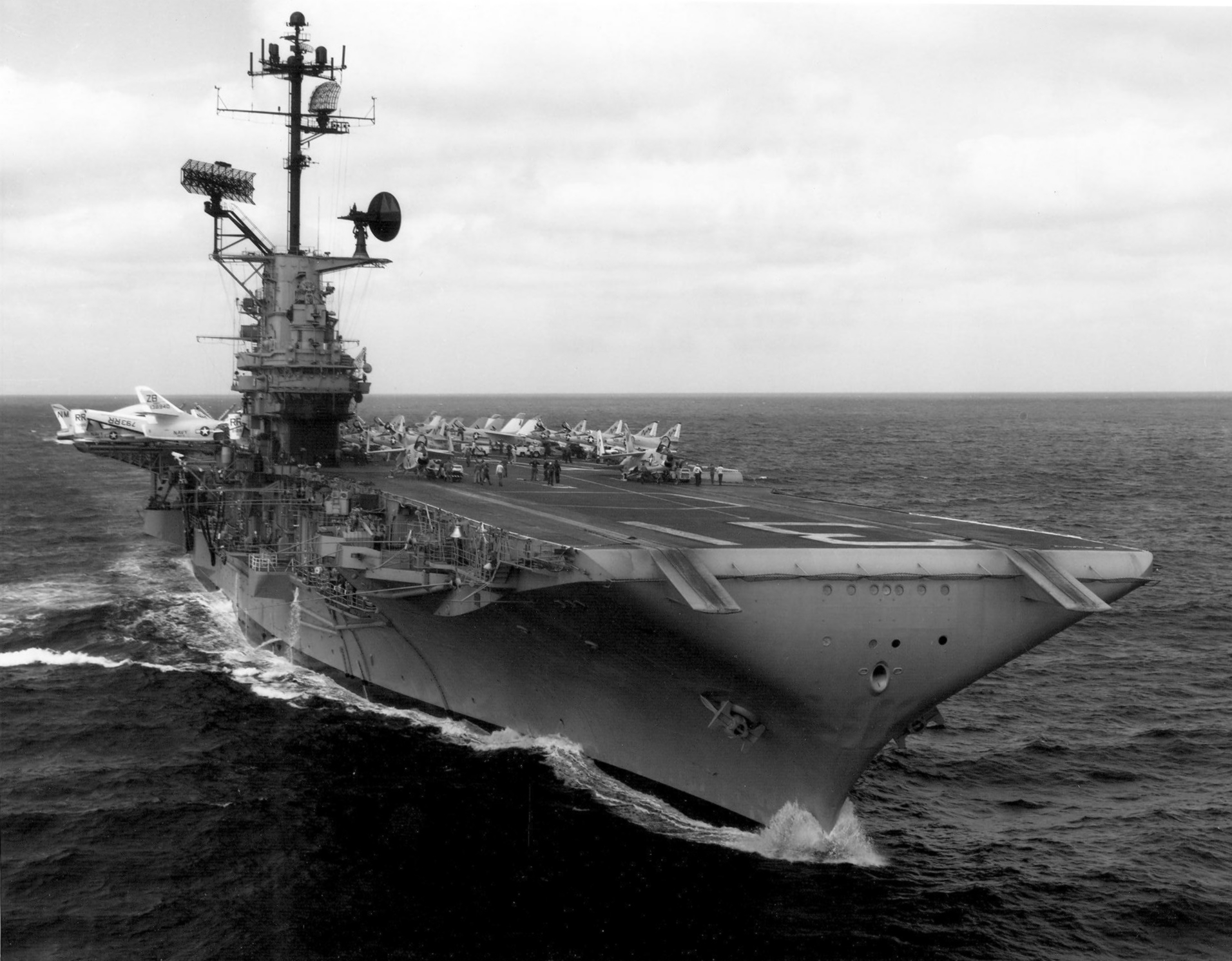
Das Schiff am 2. November 1964 im Golf von Tonkin

### Vietnamkrieg
Für gut anderthalb Monate wurde sie deswegen in die Gewässer vor Vietnam beordert, um aktiv an den ersten Kampfhandlungen teilzunehmen. Zu diesem Zeitpunkt war der Flugzeugträger das Flaggschiff von Admiral George Stephen Morrison, Vater von Jim Morrison, dem Sänger der Rockband The Doors.
In den folgenden sechs Jahren wurde die USS Bon Homme Richard im Rahmen des Vietnamkrieges weitere fünf Mal zu Kampfeinsätzen in südostasiatische Gewässer entsandt. Sie fanden von Mai 1965 bis Januar 1966, von Januar bis August 1967, von Januar bis Oktober 1968, vom März bis Oktober 1969 sowie von April bis November 1970 statt. Von ihrer letzten Einsatzfahrt 1970 nach San Diego zurückgekehrt, begannen sogleich die Vorbereitungen für ihre Außerdienststellung, die am 2. Juli 1971 vollzogen wurde.

## Verbleib
Bis zum 20. September 1989 wurde der Flugzeugträger, erneut in Bremerton, noch in der Flottenreserve geführt. Am 10. April 1992 wurde das Schiff schließlich an die „Southwest Recycling, Inc.“ auf Terminal Island, San Pedro, Kalifornien, verkauft und dort bis Ende 1993 vollständig verschrottet.

## Auszeichnungen
- Battle Star (1), Zweiter Weltkrieg
- Battle Star (5), Koreakrieg